# Anacamptodes impia
Anacamptodes impia là một loài bướm đêm trong họ Geometridae.